# ヤショヴァルマン1世
ヤショヴァルマン1世（サンスクリット語: यशोवर्मन् १, ラテン文字転写: Yaśovarman I, 生年不詳 - 954年）は、チャンデーラ朝の第7代国王（在位：925年 - 954年）。カランジャラを征服して支配領域を広げ、カジュラーナーの寺院群の一つであるラクシュマナ寺院を建立し、ヴィシュヌを祀ったことで知られる。

## 生涯
カニャクブジャにおけるプラティーハーラ朝のサーマンタ（封臣）であったハルシャの子として生まれる。母のカンチュカはチャーハマーナ朝の出であった。
当時のプラティーハーラ朝はサーマンタに依存しており、プラティーハーラ朝の主敵であったラーシュトラクータ朝も内紛に忙殺されていた。こういった状況はチャンデーラ朝にとって、弱体化したプラティーハーラ朝からの実質的な独立と言えるまでの勢力拡大をもたらした。ヤショヴァルマン1世はプラティーハーラ朝に従属しながらも実質的な独立を果たした。
940年頃のカランジャラ征服については、主筋のプラティーハーラ朝を破ってカランジャラを手に入れたという説と、プラティーハーラ朝からカランジャラを奪ったラーシュトラクータ朝とトリプリ・カラチュリ朝の連合軍を破ってカランジャラを征服したという説がある。
ラーシュトラクータ朝の王クリシュナ3世のカラハド銅版碑文には、「カランジャラとグルジャラについての希望はグルジャラの中心から消えた」と記されており、プラティーハーラ朝の王マヒパーラ1世はカランジャラとチットラクータを放棄したと考えられることから、ヘム・チャンドラ・レイチャウデューリはクリシュナ3世がプラティーハーラ朝から両地を奪取したと結論付けた。ヤショヴァルマン1世がラーシュトラクータ朝からカランジャラを征服したということは、以降もチャンデーラ朝がプラティーハーラ朝に従属したことの説明になるかもしれないが、ヤショヴァルマン1世がラーシュトラクータ朝相手に勝利したという決定的な証拠はない。R・K・ディクシットはカラハドの銅版碑文には誇張された詩的表現が含まれており、カランジャラとチットラクータが実際に征服されたことを意味するのではなく、マヒパーラ1世が両地の喪失に対して不安になっただけかもしれないということであるかもしれないと指摘している。カルイデイカーチ・アイヤー・ニラカンタ・サストリはヤショヴァルマン1世がラーシュトラクータ朝およびユーヴァラージャ＝デーヴァ1世治下のトリプリ・カラチュリ朝と手を組んだ後にカランジャラを征服したと推測したが、そのような同盟の形成を証明する歴史的証拠はない。これらの不確実性にもかかわらず、ヤショヴァルマン1世がカランジャラを征服したことには議論の余地がない。
子のダンガの代に建立されたカジュラーホー碑文にはヤショヴァルマン1世の輝かしい事績が記されているが、同時代の他の碑文と同じく、誇張されたものであると考えられる。
ガウダ（現在の西ベンガル州）を当時治めていたのは、おそらくパーラ朝の王であるラージャパーラかその次代のゴーパーラ2世であると考えられている。パーラ朝は西方へ進出することによって勢力を回復させようとし、チャンデーラ朝との衝突をもたらした。ヤショヴァルマン1世はガウダを占領しなかったが、この侵攻はパーラ朝を更に弱体化させ、その後のカンボージャによる権力奪取の道を開いた可能性がある。
ミティラーにおけるヤショヴァルマン1世の戦果は不明瞭だが、チェーディなどプラティーハーラ朝とパーラ朝の間に位置する小国の君主を打ち負かしたと考えられている。碑文にある「マーラヴァ」の名は、当時マーラヴァにおいてラーシュトラクータ朝のサーマンタであったシーヤカ2世治下のパラマーラ朝を指している可能性がある。同じく碑文にある「コーサラ」はダクシン・コーサラ地域を治めていたソーマヴァンシー朝であり、当時トリプリ・カラチュリ朝と同盟を結んでいたと考えられている。ヤショヴァルマン1世はこれらの地域に侵攻したが、カシミール人に対する戦果は詩的に誇張されたものとされている。ローレンス・フランツ・キールホルンはカーサについての詩の語句であるtulita Khasabalahを「カーサの力に匹敵する」と訳したが、ラメシュ・チャンドラ・マジュムダールによると、この場合のtulitaは「対等」ではなく「侮られる」ことを意味するとしている。カーサはカシミール人の隣人であり、カーサに対する戦果も詩的に誇張されたものと見られており、当時はプラティーハーラ朝の領土であったクルに対する戦果も同様に誇張されたものとされている。しかし、チャンデーラ朝がカランジャラを征服した後に、グルジャラのプラティーハーラ朝と衝突した可能性がある。
カジュラーホー碑文は、ヤショヴァルマン1世がガンジス川とヤムナー川をその「喜びの湖」に変え、チャンデーラ朝の軍象が浸ったときにこれらの川の水は泥で濁ったと記している。これは、ヤショヴァルマン1世が現在のイラーハーバード周辺の地域を支配していたことを示唆している。

## 参考資料
- 小谷汪之 著「南アジアにおける中世的世界の形成―十～十三世紀のインド亜大陸」、小谷汪之 編『南アジア史2 中世・近世』山川出版社〈世界歴史大系〉、2007年8月31日。ISBN 978-4-634-46209-0。
- 高田修 著「チャンデール王朝」、池内宏; 矢野仁一; 橋本増吉 編『東洋歴史大辞典』 中（縮刷復刻）、臨川書店、1986年10月1日。ISBN 978-4653014690。
- 清水文行 著「チャンデーラ朝」、平凡社 編『アジア歴史事典』 6巻（新装復刊）、平凡社、1984年4月。ISBN 978-4582108002。
- Sailendra Nath Sen (1999). Ancient Indian History and Civilization. New Age International. ISBN 978-8122411980
- Suśīla Kumāra Sullere (2004). Chandella Art. Aakar Books. ISBN 978-8187879329
- Heather Elgood (2000/4/1). Hinduism and the Religious Arts. Continuum. ISBN 978-0304707393
- John Middleton (2005/4/14). World Monarchies and Dynasties. Routledge. ISBN 978-0765680501

| スタブアイコン | サブスタブ | この項目は、まだ閲覧者の調べものの参照としては役立たない、人物に関連した書きかけの項目です。この項目を加筆・訂正などしてくださる協力者を求めています（P:人物伝/PJ:人物伝）。 |